# Muthsandra, Turuvekere
Muthsandra là một làng thuộc tehsil Turuvekere, huyện Tumkur, bang Karnataka, Ấn Độ.